# ドイツレベル
ドイツレベル はドイツの模型メーカー、レベル有限合資会社(Revell GmbH & Co. KG) の通称であり、アメリカのレベル (Revell Inc.) と区別するために通常このように呼ばれている。ドイツレベルはアメリカのレベルが自社製品のドイツ国内での販売を目的に作った子会社の後身であるが、現在は完全に独立した会社となり、世界最大規模の模型メーカーとして数多くのプラモデルやダイキャスト製ミニカー等の製造・販売を行っている。

## 概要
ドイツレベルは、1956年にRevell Plastics GmbHの名称で西ドイツのビュンデにレベルの子会社として設立された。当初は輸入した成形品をドイツ版のパッケージで販売しており、カタログも独自のものを出してはいたがラインナップはアメリカ版と殆ど同じであった。やがて、成形品を輸入するだけでなく、金型をドイツに移して現地で成形するようになると、アメリカで生産休止のキットでもドイツ版では入手が可能であるなど、徐々にラインナップはアメリカ版と変わって行った。1970年代後半には、イタレリやエッシーのキットをOEMで販売するなど、完全に独自の展開を見せるようになる。また、倒産したイギリスの模型メーカーIMAの製作した金型の内、ドイツ機関係のものを購入している。1980年代に入ると、ドイツ独自のキットの新規開発を本格化的に行うようになり、他のメーカーからのOEMも積極的に行ったため、製品の種類は急速に増大し、アメリカ版を大きく超える独自のランナップを形成するようになった。また、独自キットはアメリカ版を上回る高品質が評価されてアメリカにも多数輸出され、会社の成長を促進した。1990年代初めにはイギリスの玩具メーカーマッチボックスのプラモデル部門を傘下におさめ、その後完全に吸収している。
2006年9月、ドイツレベルはアメリカのレベル（当時のレベル・モノグラム）から正式に分離されて独立した企業となった。2010年現在、売上高ではかつての親会社であるアメリカレベルを大きく上回り、製品の種類ではイタリヤのイタレリやイギリスのエアフィックスを上回って、事実上ヨーロッパ最大の模型メーカーとなっている。その製品はプラモデルのほぼ全ての分野をカバーし、ダイキャスト製のミニカーも多数販売している。ただし、プラモデルに関しては、ドイツレベルが独自に開発した製品以外に、アメリカレベルの開発した旧製品、アメリカレベルと合併した旧モノグラムの製品、金型を保有している旧マッチボックスおよびIMA製品、さらにイタレリやハセガワを始めとする多くのメーカーからのOEM製品など多くの種類が混在し、品質のバラつきも大きい。また、比較的短いサイクルで生産休止と再発売が行われることが多いため、実際に手にしてみないと内容が分からない製品も少なくない。独自開発キットは、ドイツ国内ではなく、東ヨーロッパや中国で生産されている。2010年現在、ハセガワが輸入代理店となり、日本国内への輸入と販売を行っている。
2012年には、2007年にアメリカレベルを買収したHobbico, Inc.がドイツレベルも買収したため、一度分かれた両社が再びひとつのブランドとなった。

## 主な製品

### 航空機モデル
航空機のモデルは1/144、1/100、1/72、1/48、1/32等の主要なスケール全てで展開されている。1/144では軍用機と旅客機の両方がモデル化されており、C-17や、An-124 ルスラン、エアバスA380のような超大型機までモデル化されている。1/100ではイージーキットと呼ばれる塗装済みのスナップフィットキットを発売している。以前はタミヤやタカラの1/100キットをOEMで発売していたこともあった。1/72は最もメインのスケールで、OEMも含めて多種の製品が発売されており、ナチス・ドイツ末期の計画機までモデル化されている。ハセガワからのOEM商品もあり、デカールやボックスアートはハセガワ版と異なっているが、ハセガワ自らによる輸入販売は行われていない。

### ミリタリーモデル
戦車、軍用車両等のモデルは1/35と1/72、1/76の3つのスケールで展開されている。1/35のモデルは1990年代半ばから展開されており、イタレリやドラゴンモデルズからのOEMが多いが、ドイツの現用車両を中心とした自社開発製品も評価が高い。1/72は一部にハセガワからのOEMを含むものの殆どが自社開発製品であり、自社の1/35モデルを縮小した内容のキットもある。1/76は全て旧マッチボックス製品の再発売である。

### 艦船モデル
艦船モデルは、主に1/72、1/144、1/350、1/700、1/1200などで展開されているが、これ以外にもアメリカレベルで作られた旧キットを中心に、さまざまなスケールのキットが発売されている。1/700クラスではドラゴンモデルズからのOEMの1/700キットと、旧レベル製およびイタレリからのOEMによる1/720キットが発売されていたが、2000年代の半ばから1/700の新キットの開発を始め、豪華客船クイーン・メリー2や巨大コンテナ船など日本や中国のメーカーの製品には見られないユニークな船をモデル化している。1/1200では軍艦と大型客船がモデル化されている。軍艦は1960年代に他社で作られた旧キットの再発売であるが、大型客船は新規開発キットである。ハセガワの三笠に始まり、世界的なブームとなった1/350では、自国のビスマルク級戦艦をモデル化している。

### 自動車モデル
1/24の乗用車やレーシングカー、1/25の大型トレーラー、1/12のバイクなどを中心に多くのキットが発売されている。

### キャラクターモデル
スター・ウォーズ関連のキットを多数発売している。過去には日本製のマクロスやオーガス、ダグラムなどのキットをロボテックシリーズとして発売したこともある。